# Podarcis melisellensis
Podarcis melisellensis là một loài thằn lằn trong họ Lacertidae. Loài này được Braun mô tả khoa học đầu tiên năm 1877.

## Hình ảnh

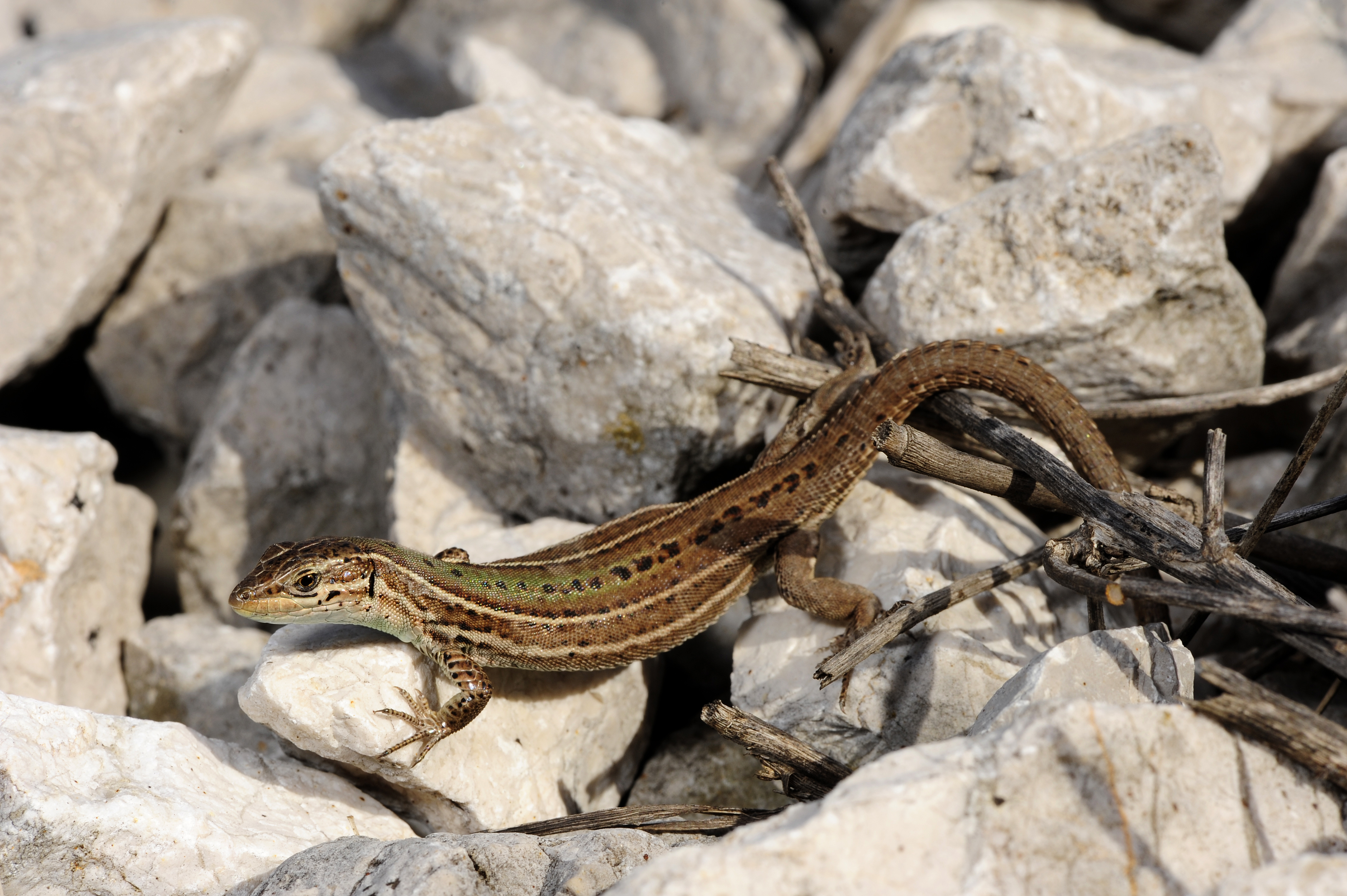